# Abadia de Clervaux

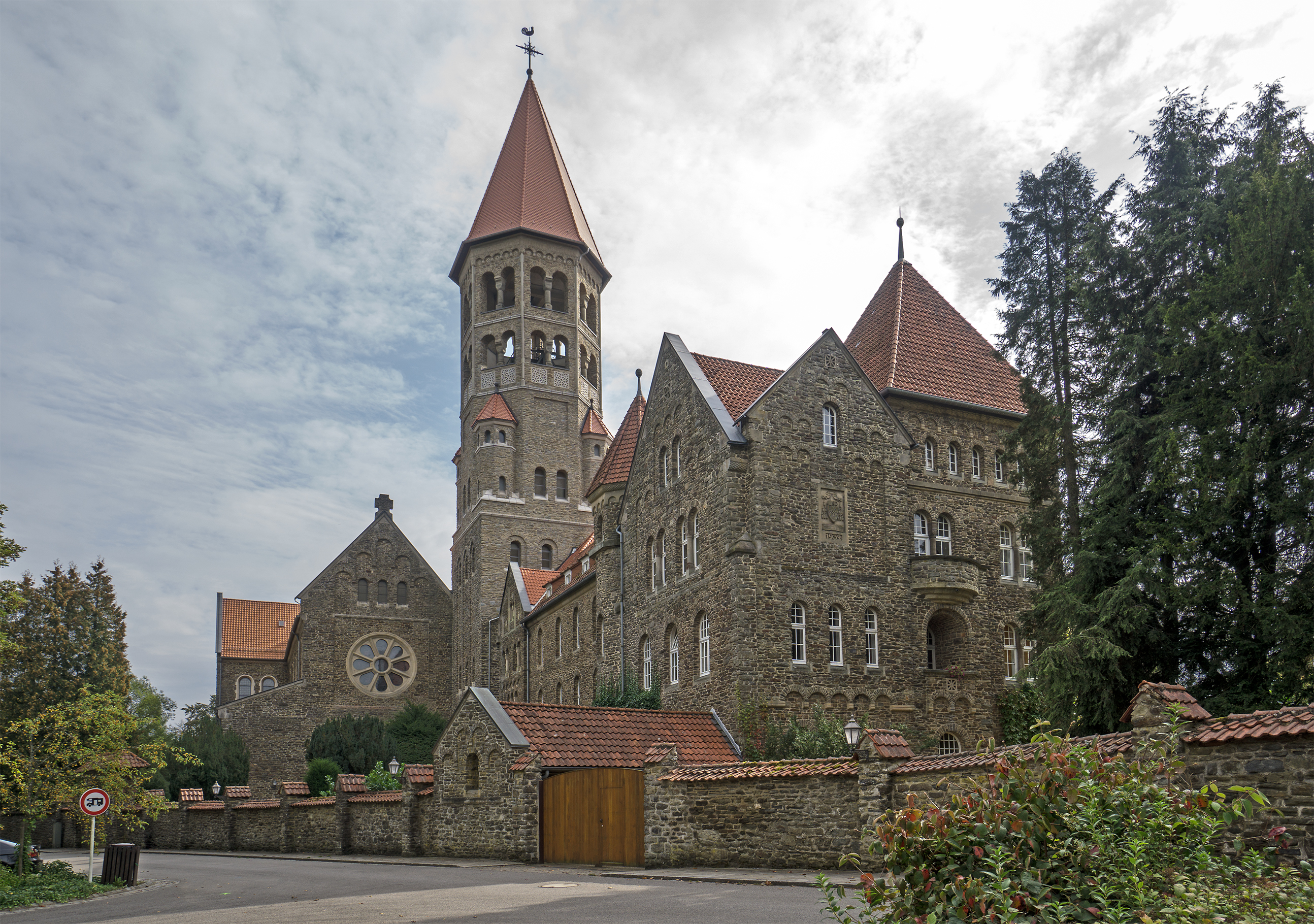
Abadia de Clervaux

A Abadia de São Maurício e São Maurício de Clervaux ( em luxemburguês:  Benediktinerabtei hellege Moritz ) ( em francês:  Abbaye Saint-Maurice et Saint-Maur de Clervaux ), fundada em 1890, é um mosteiro beneditino em Clervaux, Luxemburgo. É membro da Congregação Solesmes na Confederação Beneditina.

## História
A abadia foi fundada pelos monges beneditinos da abadia de St. Maur de Glanfeuil na França, fundada no século VII. Após sua supressão durante a Revolução Francesa, essa abadia permaneceu vaga até ser restabelecida em 1890 sob Louis-Charles Couturier, OSB, abade da abadia de Solesmes. Em 1901, no entanto, os monges foram obrigados a deixar a França devido às leis anticlericais da Terceira República Francesa. Depois de encontrar refúgio em Baronville, Bélgica (agora parte do município de Beauraing ), os monges começaram a procurar um lar permanente. Após várias investigações fracassarem, eles finalmente se estabeleceram em Clervaux. Em 1908, uma votação foi tomada pelo capítulo monástico, que tomou a decisão de dissolver o mosteiro existente e de fundar um novo mosteiro lá, dedicado a São Maurício . A construção da nova abadia, projetada no estilo neo-românico por Johann Franz Klomp (1865-1946), um arquiteto holandês baseado na Alemanha, foi iniciada em 1909 (a igreja paroquial local de Clervaux também estava sendo construída segundo o projeto de Klomp em torno do mesmo tempo). Os monges chegaram em agosto de 1910 para começar a morar no novo local. Em 1926, o nome de St. Maur foi adicionado ao nome de St. Maurice.
Em 1937, a Santa Sé estabeleceu o mosteiro como uma abadia territorial, independente da autoridade do bispo local. Esse status durou até 1946. Durante grande parte desse período, no entanto, a comunidade monástica de Clervaux viveu no exílio, tendo sido expulsa em janeiro de 1941 da abadia pela Gestapo, como parte de sua ocupação da nação. Os monges não foram capazes de reocupar seu mosteiro até 1945.
Os monges beneditinos que vivem aqui atualmente são de vários países. Juntos, eles constituem uma comunidade espiritual e uma família sob a autoridade do abade. Todos eles levam uma vida muito isolada e aposentada, seguindo a Regra de São Bento. Eles dividem seu tempo entre oração e trabalho pessoal e comunitário. A ênfase principal está nas orações comuns do coro, que consistem em salmos e hinos, conhecidos como Liturgia das Horas e na celebração da Eucaristia.
Os monges também ajudam em atividades espirituais fora do mosteiro, quando necessário para retiros religiosos, substituição de clérigos nas paróquias da diocese, assistência pastoral ou distribuição dos sacramentos. Alguns monges se destacam em atividades intelectuais e artísticas. Eles também fazem trabalhos manuais de acordo com as necessidades do mosteiro e instituições de caridade.
Como parte de uma congregação monástica que ajudou no renascimento do canto gregoriano no século 19, a Abadia de São Maurício produziu várias gravações notáveis dessa música executada pelos monges da abadia.

## Conexões notáveis
Um monge da abadia, Dom Jean Leclercq, OSB, foi um notável estudioso de patrística e ajudou a guiar a renovação da vida monástica católica durante a última metade do século XX.
Outro monge da abadia, Dom Paul Benoit, foi um compositor de música de órgão principalmente litúrgica.
O compositor luxemburguês australiano Georges Lentz escreveu sua peça solo de uma hora de guitarra elétrica “Ingwe” durante uma estadia na abadia.